# 스카이의 뱃노래
스카이의 뱃노래(영어: The Skye Boat Song)는 스코틀랜드 전통 민요로 젊은 왕위요구자 찰스 에드워드 스튜어트와 많은 스코틀랜드인의 죽음에 대해 노래하고 있고, 노래의 내용은 1746년 영국 정부군과 재커바이트간의 컬로든 전투에서 정부군에 패배해 망명길에 오른 찰스 에드워드 스튜어트를 그리고 있으며, 이때 찰스는 플로라 맥도널드라는 여성의 도움으로 위스트섬에서 스카이섬을 거쳐 국외로 탈출한다. 또, 찰스는 하녀로 변장했었다. 재커바이트의 반란을 포함한 이러한 일련의 사건은 스코틀랜드 지역 사람들에게 있어 스코틀랜드인으로서의 정체성을 심어주게 된다.
노래의 가사는 해럴드 볼턴 경이 지은 것과, 로버트 루이스 스티븐슨이 지은 것 두 가지가 있다. 곡은 1870년대 애니 맥클리오드는 스카이섬 인근에서 뱃사공의 노래를 듣고 구전곡을 취합해 만들어졌다. 노래는 1884년《Songs of the North》에 출판되어 실리게 된다. 최근 편집된 책에는 애니 맥클리오드의 이름이 빠지고, 대신 “말콤 로손이 옛 하일랜드 뱃노래에서 곡을 편곡함”이라고 되어 있다.

## 노랫말

### 볼턴의 가사
chorus:
Speed, bonnie boat, like a bird on the wing,

Onward! the sailors cry;

Carry the lad that's born to be King

Over the sea to Skye.

Loud the winds howl, loud the waves roar,

Thunderclaps rend the air;

Baffled, our foes stand by the shore,

Follow they will not dare.

chorus
Though the waves leap, soft shall ye sleep,

Ocean's a royal bed.

Rocked in the deep, Flora will keep

Watch by your weary head.

chorus
Many's the lad fought on that day,

Well the Claymore could wield,

When the night came, silently lay

Dead in Culloden's field.
chorus
Burned are their homes, exile and death

Scatter the loyal men;

Yet ere the sword cool in the sheath

Charlie will come again.

### 스티븐슨의 가사
Sing me a song of a lad that is gone,
Say could that lad be I.
Merry of soul, he sailed on a day,
Over the sea to Skye.
Mull was astern, Rùm to the port,
Eigg on the starboard bow.
Glory of youth glowed in his soul,
Where is that glory now?
Speed bonny boat like a bird on a wing,
Onward the sailors cry.
Carry the lad that's born to be king,
Over the sea to Skye.

## 인기
이 곡은 로크 로몬드와 함께 스코틀랜드의 대표하는 고전 포크송이다. 1960년대 이후 스코틀랜드의 포크 음악 부흥 운동이 일어나면서 많은 가수들이 이 곡을 불렀다. 스코틀랜드의 포크 그룹인 더 코리스의 1970년도 앨범인 <Scottish Love Songs>, 아일랜드의 포크 그룹인 더 클랜시 브라더스의 1972년도 앨범인 <Save the Land!> 등에 실려 있다. 백파이프로도 많이 연주되고 있다.